# Láng Lajos (statisztikus)
Csanakfalvi báró Láng Lajos (Pest, 1849. október 13. – Budapest, 1918. március 28.) közgazdász, statisztikus, politikus, miniszter, valóságos belső titkos tanácsos, jogi doktor, egyetemi tanár, országgyűlési képviselő, a Magyar Tudományos Akadémia rendes tagja.

## Életútja
Jómódú iparoscsalád sarja volt. Apja a porcelángyár alapító Láng Mór volt. A pesti Piarista Gimnáziumba járt, felsőfokú tanulmányait a Pesti Tudományegyetemen és a Berlini Egyetemen végezte. 1876-ban szerezte meg jogtudományi doktori oklevelét.
1877-től az Ellenőr, 1882-től a Nemzet című lap munkatársaként dolgozott. 1877-ben a nemzetgazdaságtan magántanárává nevezték ki; 1883-tól 1889-ig, 1893-tól 1902-ig, majd 1903-tól haláláig a statisztika nyilvános rendes tanáraként működött a budapesti egyetemen. 1884–1885-ben és 1893–1894-ben a jog- és államtudományi kar dékáni, 1905–1906-ban az egyetem rektori posztját töltötte be. 1883. május 17-én a Magyar Tudományos Akadémia levelező, 1892. május 5-én rendes tagjává választották. 1892 és 1904 között az Akadémia Nemzetgazdasági Bizottságának elnöke volt. 1894-ban a Magyar Közgazdasági Társaság első elnökévé választották. Az 1894-es VIII. nemzetközi demográfiai kongresszuson a demográfiai munkacsoport elnöke volt.
Több évtizedes politikai pályafutása során 1878-tól a szakcsi, 1881 és 1896 között a pápai választókerület, 1896 és 1901 között Nagybánya, 1902 és 1906 között a csacai választókerület országgyűlési képviselője volt szabadelvű párti programmal. A Szabadelvű Párt 1906-os feloszlásakor nem indult az esedékes 1906-os választásokon, a következő, 1910-esen viszont igen, Debrecen III. választókerületét képviselte az országgyűlésben a volt szabadelvűekből szerveződött  Nemzeti Munkapárt színeiben.
1889 és 1893 között a pénzügyminisztérium államtitkára, 1896 és 1898 között a képviselőház második, majd első alelnöke, 1902–1903-ban, Széll Kálmán kormányában kereskedelemügyi miniszter, 1911–1912-ben a magyar delegáció elnöke volt.
1911. július 28.-án magyar nemességet, bárói címet, családi címert valamint a "csanakfalvi" nemesi előnevet adományozta neki I. Ferenc József magyar király.

## Házassága és gyermekei
Felesége, Horváth Emília Julianna (*Szombathely, 1855. július 16.–†Budapest, 1918. október 2.), akinek a szülei Horvát Boldizsár (1822–1898) magyar író, költő, jogtudós, politikus, igazságügy-miniszter az Andrássy-kormányban, és Schenk Klára voltak. Láng Lajos báró a felesége révén sógora, báró Eötvös Lorándnak, akinek a neje Horváth Gizella asszony volt. Báró Láng Lajos és Horváth Emília házasságából született:
- báró Láng Boldizsár (*1877.–†Budapest, 1943. április 27.), magyar királyi titkos tanácsos, altábornagy, felsőházi tag.[5] Felesége Stromszky Mária.
- báró Láng Mihály (*1882–.†Budapest, 1930. január 30.), országgyűlési képviselő.[6] Felesége Crevato Itala.

## Munkássága
Megírta a magyarországi népoktatás és az 1870-es években végbement szellemi és anyagi fejlődés történetét, elemezte az osztrák és a magyar államháztartás ugyanebből az időszakból származó adatait. Keleti Károllyal és Jekelfalussy Józseffel szerkesztette a Magyarország statisztikája című kézikönyvet, amelynek ő írta a népmozgalmi statisztikáról szóló részét. 1913-ban látott napvilágot fő műve, A statisztika története, amelyben a különféle népesedési elméletek összefoglalását adta, kitüntetett terjedelemben tárgyalva Malthus és Quetelet munkásságát. Közgazdászként a gazdasági szabadság elméletét hirdette. Fordításában jelent meg 1891-ben Ricardo A közgazdaság és adózás alapelvei című műve.

## Művei
- A népoktatás hazánkban 1869-1884 (Pest, 1868)
- Leroy-Beaulieu, Paul: Pénzügytan. Ford. (Budapest, 1879)
- A magyar és osztrák államháztartás 1868-1877-ig (Budapest, 1881)
- A társadalmi deficit; Kilián könyvkeresk., Bp., 1881 (hasonmásban: 1986)
- A közgazdaság tudomány rendszere I. A közgazdaság elmélete (Budapest, 1882)
- Minimum és majorátus (Budapest, 1883)
- Minimum és homestead (Budapest, 1883)
- Hazánk értelmi és anyagi fejlődése 1870-től, 1880-ig (Budapest, 1884)
- Magyarország statisztikája I–II. (többekkel; Budapest, 1884)
- A középoktatás hazánkban (1867-1886) (Budapest, 1886)
- Magyarország népmozgalma 1880–1885 (Budapest, 1888)
- A nemzetiségek Magyarországon és Ausztriában (Budapest, 1898)
- A vámpolitika az utolsó száz évben (Budapest, 1904)
- A statisztika története (Budapest, 1913)
- Forrás: Magyar Közgazdaságtörténeti Archívum. Tallózás szerzők neve szerint. Budapesti Corvinus Egyetem Láng Lajos.[7]
- A vámpolitika az utolsó száz évben. Politzer, Budapest. 1904.[8]
- A cartell és a magyar forgalom önállósága. Aigner Lajos, Budapest. 1875.[9]